# Trichopoda subdivisa
Trichopoda subdivisa là một loài ruồi trong họ Tachinidae.